# تتا قیفاووس
تتا قیفاووس یک ستاره است که در صورت فلکی قیفاووس قرار دارد.